# پلودینو
پلودینو (به قزاقی: Poludino) یک روستا در قزاقستان است که در استان قزاقستان شمالی واقع شده‌است. پلودینو ۱٬۴۹۲ نفر جمعیت دارد.